# Hyalosticta aestivalis
Hyalosticta aestivalis är en fjärilsart som beskrevs av Druce 1902. Hyalosticta aestivalis ingår i släktet Hyalosticta och familjen mott. Inga underarter finns listade i Catalogue of Life.